# Somatochlora metallica
Somatochlora metallica (Vander Linden, 1825) je vrsta iz familije Corduliidae. Srpski naziv ove vrste je Gorski zeleni konjic. M. Jović je pregledom materijala predhodnih publikacija, 2009. godine, utvrdio da su nalazi ove vrste pogrešne identifikacije srodne vrste S. meridionalis, tako da je njeno prisustvo u Srbiji pod znakom pitanja..

## Životni ciklus
Parenje ove vrste se odvija u vazduhu. Nakon parenja ženke polažu svoja jaja u vodu. Larveno razviće ima više stupnjeva. Po završetku poslednjeg supnja larve se penju na obalne biljke gde eklodiraju i ostavljaju svoju egzuviju.